# Bonte fruroliet
De bonte fruroliet (Phrurolithus festivus) is een spinnensoort uit de familie van de Phrurolithidae.
De wetenschappelijke naam van de soort werd in 1835 als Macaria festiva gepubliceerd door Carl Ludwig Koch.